# Alex Kuznetsov
Alex Kuznetsov (Kiev, 5 februari 1987) is een voormalige Amerikaanse tennisspeler. Hij heeft geen ATP-toernooien gewonnen. Wel deed hij al mee aan Grand Slams. Hij heeft vijf challengers in het enkelspel en zes challengers in het dubbelspel op zijn naam staan.

## Palmares

### Palmares enkelspel
| Nr.                  | Datum            | Toernooi   | Ondergrond    | Tegenstander in finale | Score         |
| -------------------- | ---------------- | ---------- | ------------- | ---------------------- | ------------- |
| Gewonnen challengers |                  |            |               |                        |               |
| 1.                   | 17 juli 2006     | Aptos      | Hardcourt     | Go Soeda               | 6-1, 7-6(4)   |
| 2.                   | 29 juni 2009     | Winnetka   | Hardcourt     | Tim Smyczek            | 6-4, 7-6(1)   |
| 3.                   | 14 november 2011 | Champaign  | Hardcourt (I) | Rik De Voest           | 6-1, 6-3      |
| 4.                   | 15 april 2013    | Sarasota   | Gravel        | Wayne Odesnik          | 6-0, 6-2      |
| 5.                   | 15 juli 2013     | Binghamton | Hardcourt     | Bradley Klahn          | 6-4, 3-6, 6-3 |

### Palmares dubbelspel
| Nr.                              | Datum             | Toernooi  | Ondergrond    | Partner          | Tegenstanders in finale                | Score               |
| -------------------------------- | ----------------- | --------- | ------------- | ---------------- | -------------------------------------- | ------------------- |
| Gewonnen challengers herendubbel |                   |           |               |                  |                                        |                     |
| 1.                               | 1 januari 2007    | Nouméa    | Hardcourt     | Phillip Simmonds | Thierry Ascione Édouard Roger-Vasselin | 7-6(5), 6-3         |
| 2.                               | 28 mei 2007       | Karlsruhe | Gravel        | Mischa Zverev    | Michael Berrer Frederico Gil           | 6-4, 6-7(6), [10-4] |
| 3.                               | 4 juni 2007       | Surbiton  | Gras          | Mischa Zverev    | James Auckland Stephen Huss            | 2-6, 6-3, [10-6]    |
| 4.                               | 17 september 2007 | Lubbock   | Hardcourt     | Ryan Sweeting    | Rik De Voest Bobby Reynolds            | 6-3, 6-2            |
| 5.                               | 5 november 2012   | Knoxville | Hardcourt (I) | Mischa Zverev    | Jean Andersen Izak van der Merwe       | 6-4, 6-2            |
| 6.                               | 4 februari 2013   | Dallas    | Hardcourt (I) | Mischa Zverev    | Tennys Sandgren Rhyne Williams         | 6-4, 6-7(4), [10-5] |

## Prestatietabellen
| Legenda | Legenda                          |
| ------- | -------------------------------- |
| g.t.    | geen toernooi gehouden           |
| l.c.    | lagere categorie                 |
| –       | niet deelgenomen                 |
| G       | uitgeschakeld in de groepsfase   |
| 1R      | uitgeschakeld in de eerste ronde |
| 2R      | uitgeschakeld in de tweede ronde |
| 3R      | uitgeschakeld in de derde ronde  |
| 4R      | uitgeschakeld in de vierde ronde |
| KF      | uitgeschakeld in de kwartfinale  |
| HF      | uitgeschakeld in de halve finale |
| F       | de finale verloren               |
| W       | het toernooi gewonnen            |
| w-v     | winst/verlies-balans             |

### Prestatietabel enkelspel
| Grandslamtoernooien   |               |               |               |                 |                 |                 |        |
| Australian Open       | –             | –             | 2R            | 1R              | –               | –               | 1-2    |
| Roland Garros         | –             | –             | –             | –               | 1R              | –               | 0-1    |
| Wimbledon             | –             | –             | –             | –               | 1R              | 1R              | 0-2    |
| US Open               | –             | 1R            | 1R            | –               | –               | –               | 0–2    |
| Winst-verlies         | 0–0           | 0–1           | 1-2           | 0-1             | 0-2             | 0-1             | 1-7    |
| ATP World Tour Finals |               |               |               |                 |                 |                 |        |
| ATP World Tour Finals | –             | –             | –             | –               | –               | –               | 0-0    |
| ATP Masters 1000      |               |               |               |                 |                 |                 |        |
| Indian Wells          | 1R            | –             | 1R            | –               | –               | 1R              | 0–3    |
| Miami                 | –             | 1R            | 1R            | –               | –               | –               | 0-2    |
| Monte Carlo           | –             | –             | –             | –               | –               | –               | 0–0    |
| Rome                  | –             | –             | –             | –               | –               | –               | 0-0    |
| Hamburg               | –             | –             | –             | lager categorie | lager categorie | lager categorie | 0–0    |
| Madrid                | –             | –             | –             | –               | –               | –               | 0-0    |
| Montreal/Toronto      | –             | –             | –             | –               | –               | –               | 0–0    |
| Cincinnati            | –             | –             | –             | –               | –               | –               | 0-0    |
| Shanghai              | g. M. 1000    | g. M. 1000    | –             | –               | –               | –               | 0–0    |
| Parijs                | –             | –             | –             | –               | –               | –               | 0-0    |
| Olympische Spelen     |               |               |               |                 |                 |                 |        |
| Olympische Spelen     | geen toernooi | geen toernooi | geen toernooi | –               | g.t.            | g.t.            | 0-0    |
| Statistieken          |               |               |               |                 |                 |                 |        |
| Totaal aantal titels  | 0             | 0             | 0             | 0               | 0               | 0               | 0      |
| Totaal winst-verlies  | 0-2           | 0-2           | 4-8           | 0-2             | 2-4             | 3-8             | 9-28   |
| Eindejaarsranking     | 481           | 221           | 179           | 222             | 141             | 181             | n.v.t. |

### Prestatietabel (Grand Slam) dubbelspel
| Grandslamtoernooien   |     |               |               |               |     |      |      |        |
| Australian Open       | –   | –             | –             | –             | –   | –    | –    | 0-0    |
| Roland Garros         | –   | –             | –             | –             | –   | –    | –    | 0-0    |
| Wimbledon             | –   | –             | –             | 1R            | –   | –    | –    | 0-1    |
| US Open               | 1R  | 2R            | 1R            | 3R            | 2R  | 1R   | 1R   | 4-7    |
| Winst-verlies         | 0-1 | 1-1           | 0-1           | 2-2           | 1-1 | 0-1  | 0-1  | 4-8    |
| ATP World Tour Finals |     |               |               |               |     |      |      |        |
| ATP World Tour Finals | –   | –             | –             | –             | –   | –    | –    | 0-0    |
| Olympische Spelen     |     |               |               |               |     |      |      |        |
| Olympische Spelen     | –   | geen toernooi | geen toernooi | geen toernooi | –   | g.t. | g.t. | 0-0    |
| Statistieken          |     |               |               |               |     |      |      |        |
| Totaal aantal titels  | 0   | 0             | 0             | 0             | 0   | 0    | 0    | 0      |
| Eindejaarsranking     | 619 | 383           | 225           | 80            | 173 | 295  | 252  | n.v.t. |